# Huli (rejon chmielnicki)
Huli – wieś na Ukrainie w obwodzie winnickim, w rejonie chmielnickim. Według danych na rok 2001 miejscowość zamieszkiwało 8 mieszkańców, a gęstość zaludnienia wyniosła 44,44 os./km². W 2020 roku we wsi mieszka 1 mieszkaniec.

## Klimat
Średnia temperatura wynosi 8 °C. Najcieplejszym miesiącem jest lipiec (22 °C), a najzimniejszym grudzień (–10 °C). Średnia suma opadów wynosi 830 milimetrów rocznie. Najbardziej wilgotnym miesiącem jest maj (100 milimetrów opadów), a najbardziej suchym jest październik (41 milimetrów opadów).